# منتخب السويد لهوكي الحقل للرجال
منتخب السويد لهوكي الحقل للرجال (بالسويدية: Sveriges herrlandslag i landhockey)‏ هو ممثل السويد الرسمي في المنافسات الدولية في هوكي الحقل
.